# Exeed TX
L'Exeed TX est un modèle de CUV de taille moyenne produit par Exeed, une filiale de la marque chinoise Chery.

## Histoire
Le véhicule a été présenté au Salon international de l'automobile d'Allemagne en septembre 2017 à Francfort sous forme de pré-production, il est basé sur la plate-forme M3X développée par Chery avec Magna International.
Au Salon international de l'auto de Shanghai 2019, Chery a présenté la version de production du TX sous la nouvelle marque Exeed. Contrairement au véhicule présenté à Francfort, cette version ne comporte pas de marque Chery, mais adopte une calandre plus grande et le nom Exeed est inscrit. Aux côtés du TX standard, Exeed a également présenté le TXL qui est une version à 3 rangées de 7 passagers du TX standard. Sa production a débuté le 24 janvier 2019.
L'intervale de prix de l'Exeed TX est de 130 000 à 180 000 yuan. L'Exeed TX et TXL sont tous deux propulsés par un moteur turbo de 1,6 litre, répondant aux normes d'émissions China VI (CN-6). L'Exeed TX est disponible en trois modèles équipés d'un moteur turbo à injection directe de 1,6 litre produisant 197 ch, couplé à une boîte de vitesses à double embrayage à 7 rapports. De plus, la version TX Platinum est équipé d'un système à quatre roues motrices.

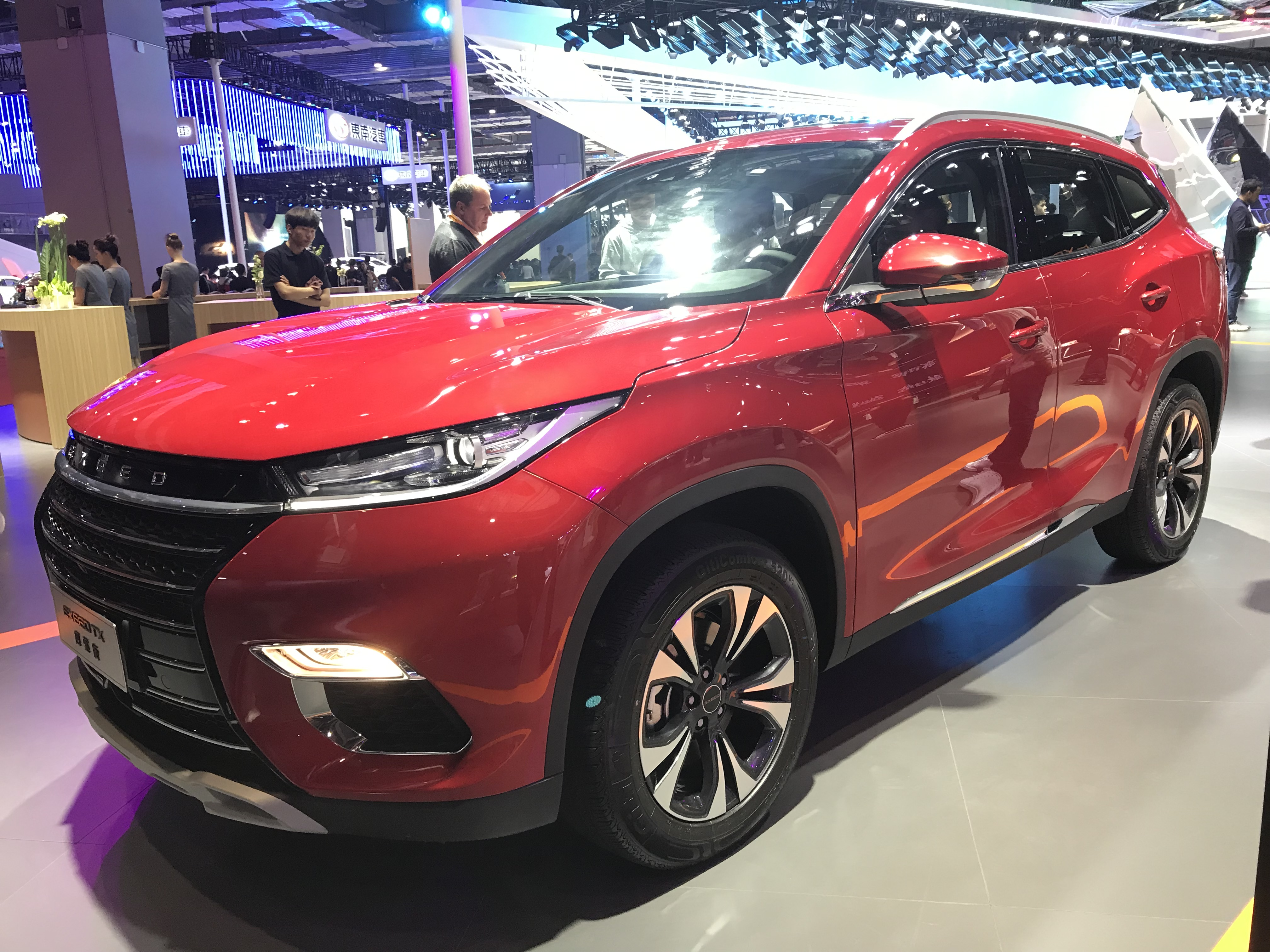
Exceed TX vue avant
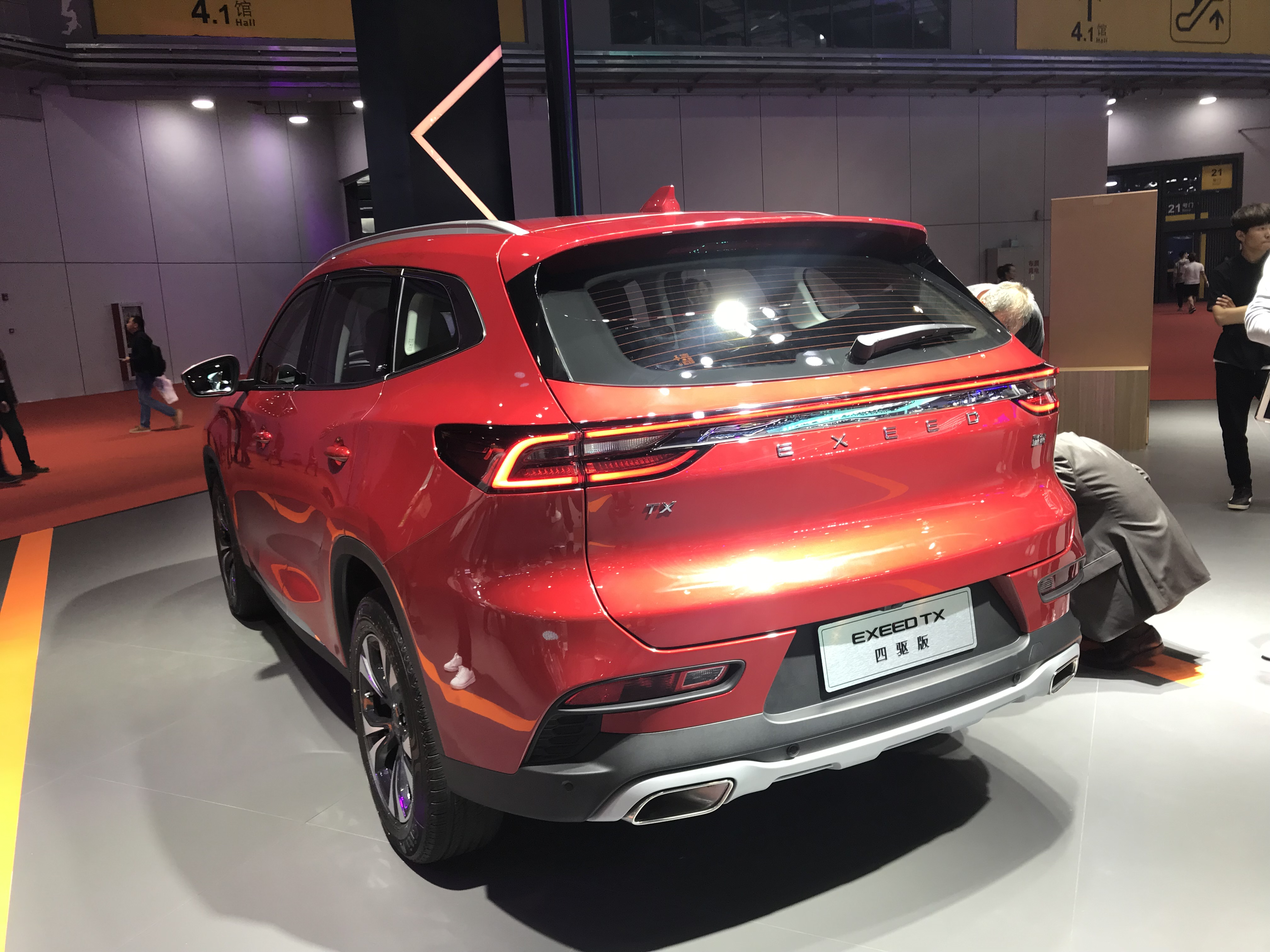
Exceed TX vue arrière

### Lifting de 2021
L'Exeed TXL a reçu un lifting pour l'année modèle 2021.

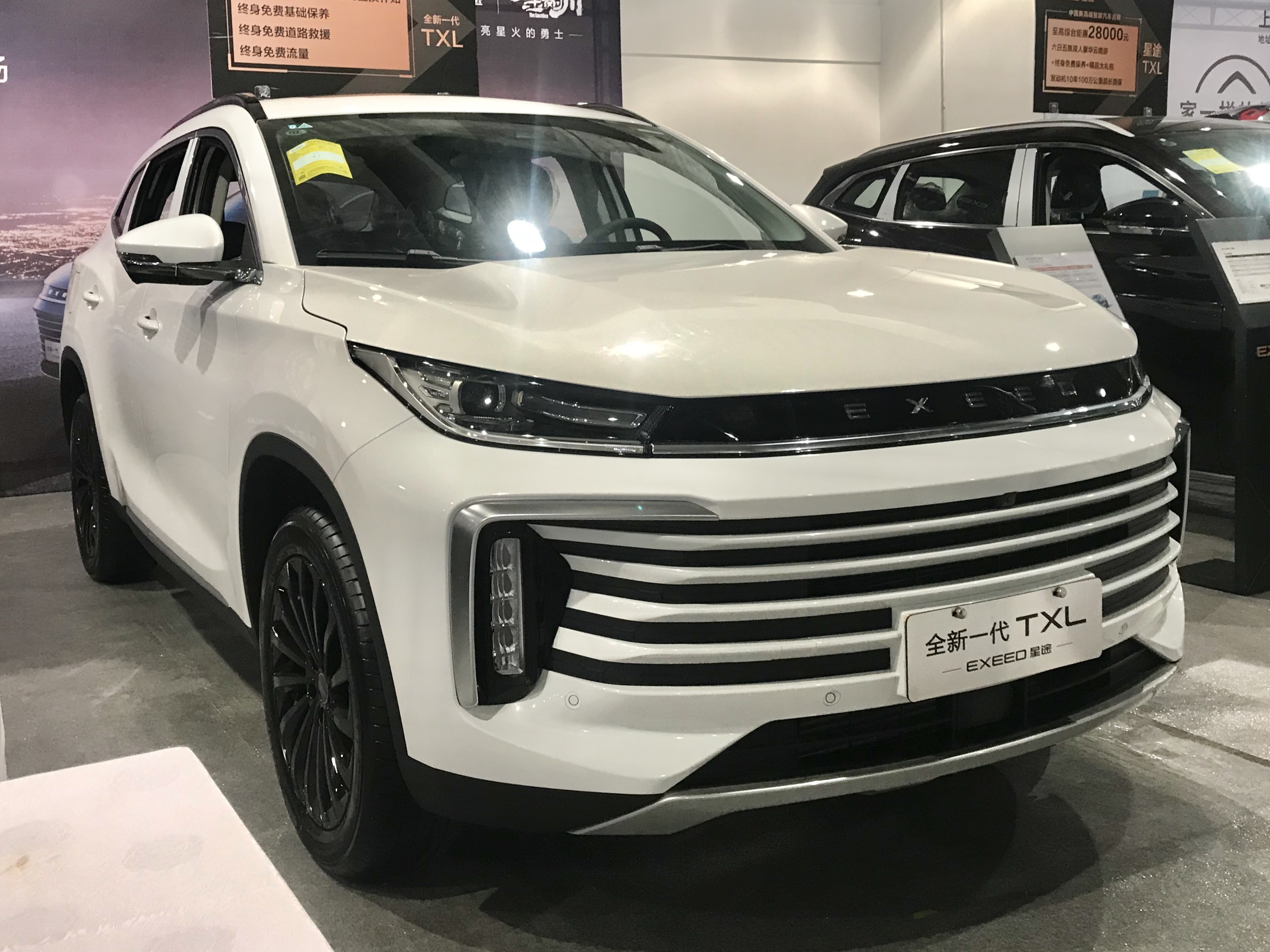
Exeed TXL de 2021 vue avant
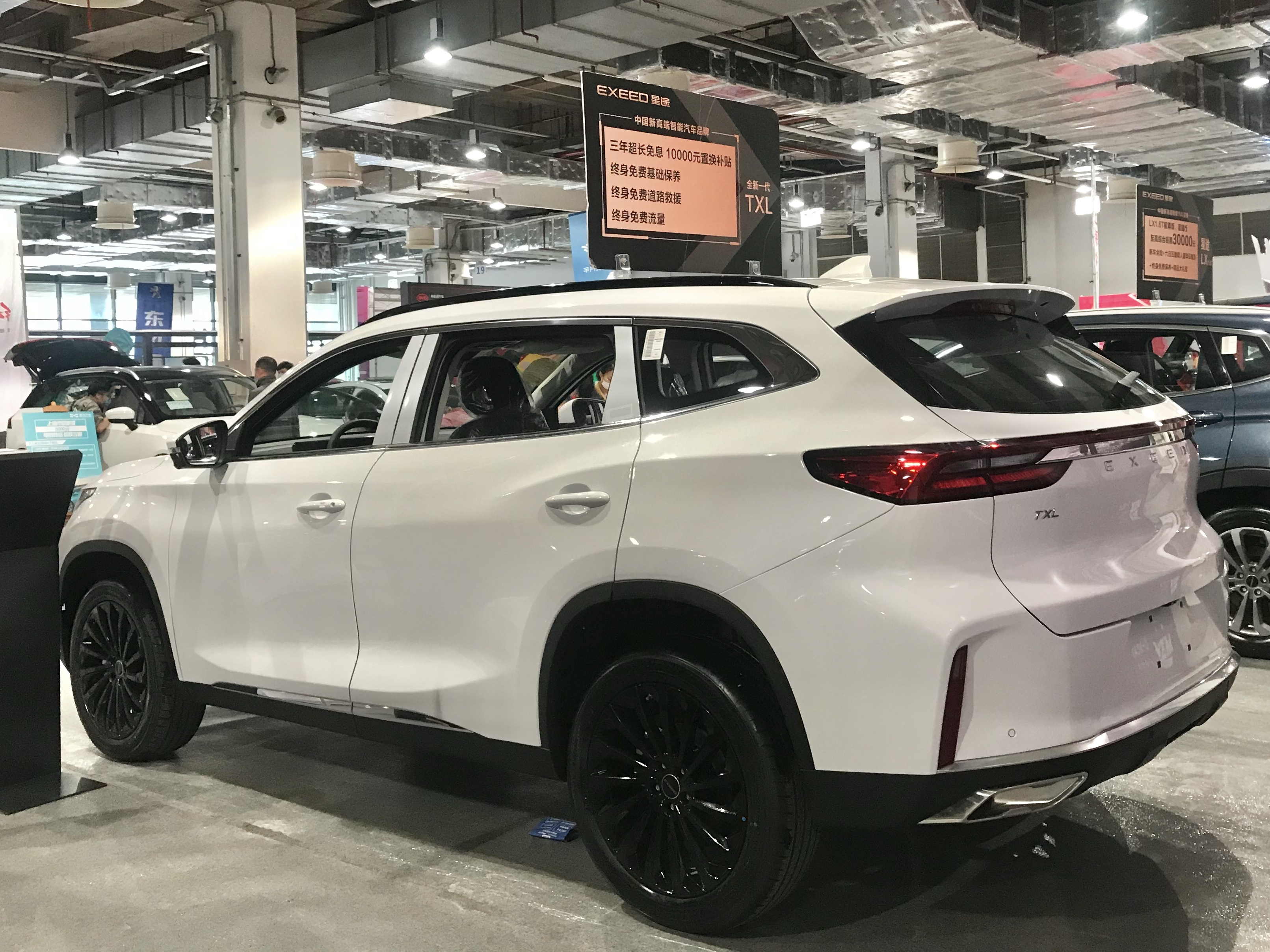
Exeed TXL de 2021 vue arrière

## Version américaine
Sous le nom de Vantas TX/TXL, l'Exeed TX devait être le premier véhicule de Chery à être vendu en Amérique du Nord, à partir de 2021. La production devait avoir lieu sous forme de kit à assembler (Complete Knock Down) aux États-Unis. Environ 50 % du contenu serait fabriqué en Chine ; le reste proviendrait de fournisseurs nord-américains. Chery avait prévu une usine d'assemblage complète aux États-Unis si les ventes augmentaient. En avril 2021, il avait été annoncé que le premier modèle entrerait en production en 2022.
En juillet 2021, HAAH a déposé son bilan et les projets de vente de la marque Vantas en Amérique du Nord ont été annulés.